# Raúl Pacheco
Raúl Manuel Pacheco Mendoza (Distrito de Jauja, 26 de abril de 1979) es una fondista peruano. Es hermano mayor de Cristhian Pacheco, ganador del oro en los Panamericanos de 2019.

## Carrera deportiva
Empezó a correr con 18 años. Ha ganado la Marathon de Los Andes siete veces siendo, junto con Miguel Mallqui Ichivarría, el atleta que más veces ganó dicha competición.
Compitió en la maratón de los Juegos Olímpicos de 2012, quedando en el puesto 21.
En 2013 y 2014 ganó la Maratón de Ciudad de México.
Raúl ganó la medalla de plata en los Juegos Panamericanos de 2015-Toronto en la maratón con un tiempo de 2:17:13, logrando la primera medalla en una maratón panamericana para el deporte peruano. Ese mismo año establece un nuevo récord en la Maratón de Róterdam, quedando en el 6º lugar.

## Mejores tiempos
| Distancia     | Tiempo  | Lugar             | Fecha               |
| ------------- | ------- | ----------------- | ------------------- |
| Media maratón | 1:05.01 | Otsu, Japón       | 2 de marzo de 2004  |
| Maratón       | 2:11.01 | Róterdam, Holanda | 12 de abril de 2015 |

## Participaciones internacionales
| Año  | Competición          | Ciudad    | País          | Posición | Prueba  | Notas   | Ref.  |
| ---- | -------------------- | --------- | ------------- | -------- | ------- | ------- | ----- |
| 2010 | Maratón de Chuncheon | Chuncheon | Corea del Sur | 11.º     | Maratón | 2:13:37 | [ 6 ] |